# Chenisides
Chenisides is een geslacht van spinnen uit de familie hangmatspinnen (Linyphiidae).

## Soorten
De volgende soorten zijn bij het geslacht ingedeeld:
- Chenisides bispinigera Denis, 1962
- Chenisides monospina Russell-Smith & Jocqué, 1986